# فتنة الأندلس
فتنة الأندلس أو الفتنة البربرية الكبرى أو الفتنة الكبرى، هو وصف يطلق على حالة الاقتتال والتصارع على السلطة التي شهدتها الأندلس في الفترة الزمنية التي امتدت منذ عام 399 هـ وحتى عام 422 هـ، والتي انتهت بانهيار الدولتين الأموية والعامرية، وظهور ما يعرف بفترة حكم ملوك الطوائف.

## الجذور
كانت وفاة الخليفة الحكم المستنصر بالله إعلانًا لوفاة آخر حاكم أموي فعلي وقوي للأندلس. حين داهمته الأمراض في آخر حياته، كان الحكم قد حرص على أخذ البيعة لولده الوحيد هشام في حياته ليضمن أن يخلفه ابنه رغم كونه في تلك الفترة طفلاً لم يكن ليستطيع أن يقوم بمهامه، ورغم وجود عدد من الأمراء الأمويين الذين كان يمكن أن يضطلعوا بمهام الخلافة في تلك الفترة.
ولما حضرته الوفاة، كان هشام الخليفة الطفل ما زال غير مؤهل، فتولت أمه صبح البشكنجية الوصاية عليه، ولكن الحكم الفعلي كان في يدي الحاجب جعفر المصحفي وصاحب الشرطة حينها محمد بن أبي عامر. لم يمض عامان حتى نجح المنصور بن أبي عامر في إقصاء الحاجب المصحفي، ومن بعده صبح أم الخليفة من سدة الحكم، وأصبح حاجبا جديدا حكم منفردًا في وجود الخليفة الشرعي هشام المؤيد بالله الذي لم يكن له من أمر الخلافة إلا الاسم. أشاع المنصور بين الناس أن الخليفة فوّضه لإدارة البلاد لتفرغه للعبادة، ثم أحاط قصر الخليفة بسور وخندق، ووضع عليه الحرّاس ومنع الخليفة من الظهور ليبدأ بذلك عصر الدولة العامرية التي مثّلت دولة داخل الدولة، والتي استطاعت أن تصل بحدود المسلمين في الأندلس في الشمال إلى ما وراء نهر دويرة. استمرت تلك الدولة في حالة ازدهار إلى أن توفي الحاجب المظفر ابن الحاجب المنصور وخليفته في صفر 399 هـ، ليخلفه أخوه عبد الرحمن شنجول.
اتبع العامريون في حكمهم نهجًا تمثّل في تقريب الصقالبة والبربر وإقصاء العرب عن مناصب الدولة وقيادة الجيش. لعب ذلك دورا في تشجيع بعض أفخاذ القبائل البربرية للعبور من المغرب إلى الأندلس، وظهور طائفة من الفتيان الصقالبة الذين ارتقوا مناصب هامة في عهد الدولة العامرية.

## بداية الفتنة
بعد وفاة الحاجب المظفر، تولى شنجول الحجابة في 17 صفر 399 هـ، واستمر في الحجر على الخليفة المؤيد بالله، وسرعان ما أرغم الخليفة في 14 ربيع الأول 399 هـ على توليته العهد، ولم يكن للخليفة ولد يومئذ. أثار ذلك حنق بني أمية، لما رأوا في ذلك من اغتصاب لحقهم الشرعي في ولاية عهد الخليفة. توافق ذلك مع مساعي الذلفاء أم الحاجب المظفر للانتقام من شنجول الذي كانت تعتقد أن له يد في وفاة ابنها المفاجئة. استغل أمير أموي يدعى محمد بن هشام، كان العامريون قد قتلوا أباه، خروج شنجول في حملة عسكرية لردع سانشو غارسيا كونت قشتالة الذي كان قد أغار على ثغور المسلمين، فهاجم قصر قرطبة في 16 جمادى الأول 399 هـ في جمع من العامة بتمويل من الذلفاء، وقتلوا والي المدينة، وخلع محمد بن هشام الخليفة هشام المؤيد بالله، وأعلن نفسه في اليوم التالي الخليفة محمد المهدي بالله، واختار سليمان بن هشام بن سليمان بن عبد الرحمن الناصر وليًا لعهده. وفي 18 جمادى الآخرة 399 هـ، بعث المهدي بالله ابن عمه عبد الجبار بن المغيرة في جموع من العامة لمهاجمة الزاهرة، فهاجموا قصر الحاجب المظفر وانتهبوه. وفي الوقت نفسه، بلغت شنجول أنباء الانقلاب على حكمه، فتوجه إلى قلعة رباح، وراسل أهل طليطلة يدعوهم لنصرة الخليفة المخلوع، فلم يجيبوا دعوته. ثم تخلّى عن شنجول جنوده، وقبض عليه جنود محمد المهدي بالله وقتل في 3 رجب 399 هـ.
سجن محمد المهدي بالله هشام المؤيد بالله في القصر أولاً، ثم نقله إلى بعض منازل قرطبة، ثم استغل المهدي بالله في شعبان 399 هـ وفاة رجل نصراني أو يهودي شديد الشبه بهشام المؤيد بالله، فأعلن وفاة الخليفة السابق وأحضر عددا من الوزراء والفقهاء شهدوا بوفاة هشام. وبعد أن استقرت الأمور للمهدي، أساء معاملة البربر الذين كانوا يشكلون عصب الجيش العامري، ولم يمنع العامة من التحرش بهم، ونفى عددا من الفتيان الصقالبة العامريين.، بعد ذلك، انقلب المهدي بالله على زعماء العرب وبطش بعدد منهم، مما دعى والده هشام بن سليمان للتحالف مع البربر والعامريين لخلع المهدي، لكنهم خسروا معركتهم أمام المهدي حيث أُسر هشام بن سليمان وابنه سليمان وأخوه أبو بكر وأعدموا. أباح هشام بيوت البربر مما دعاهم للرحيل عن قرطبة إلى قلعة رباح. كان ممن فر معهم أمير أموي يدعى سليمان بن الحكم بن عبد الرحمن الناصر لدين الله، تجمّع حوله البربر وبايعوه كخليفة واتخذ لقب «المستعين بالله».

## الصراع الثلاثي
كان سانشو غارسيا كونت قشتالة يرقب الأحداث في قرطبة، وجد أن فرصة تكمن في التدخل إلى جانب البربر وأميرهم سليمان المستعين بالله، الذين توجّهوا إلى قرطبة، وهزموا جيش المهدي في معركة قنتش، وفرّ المهدي بعد هزيمته إلى طليطلة، ودخل سليمان القصر في 15 ربيع الأول 400 هـ. كانت الثغور ما زالت على طاعتها للمهدي، فسار سليمان بجيشه إلى طليطلة يدعوهم لطاعته فرفضوا، ثم سار إلى مدينة سالم يدعوهم فرفضوا أيضًا، فارتدّ بعد ذلك إلى قرطبة لاقتراب الشتاء. في تلك الأثناء، كان الفتى واضح العامري والي المهدي على مدينة سالم قد سار إلى طرطوشة وراسل ريموند بورل كونت برشلونة وشقيقه إرمنغول الأول كونت أورقلة، واتفق معهم على أن يدعموه بجيش لقتال البربر، مقابل مبلغ من المال والتنازل عن مدينة سالم. ونجح هذا الجيش في هزيمة البربر في عقبة البقر، ليعود المهدي إلى عرشه في 15 شعبان 400 هـ.
غير أن البربر أعادوا تنظيم صفوفهم، واشتبكوا مع قوات المهدي بالله وحلفائه وألحقوا بهم هزيمة في وادي آره في ذي القعدة 400 هـ، فاضطر المهدي بالله للانسحاب إلى قرطبة، ثم تخلى عنه حلفاؤه. وفي 8 ذي الحجة 400 هـ، ثار عليه الفتيان العامريين موالي بني عامر، وهاجموه في قصره وقتلوه، وأخرجوا هشام المؤيد بالله من محبسه ونصّبوه خليفة للمرة الثانية. حاول هشام المؤيد بالله أن ينهي حالة الاضطراب وتوحيد الصفوف مجددًا، بأن بعث برأس المهدي بالله إلى البربر وقائدهم سليمان المستعين بالله ليدعوهم إلى طاعته، إلا أنهم رفضوا وتمسّكوا بتولية سليمان المستعين بالله، وحاولوا الاستعانة بحليفهم القديم سانشو غارسيا كونت قشتالة الذي رفض هذه المرة معاونتهم. حينئذ، لجأ البربر للقتال وحدهم، فهاجموا مدينة الزهراء وخربوها في ربيع الأول 401 هـ، واستمر احتلالهم للمدينة حتى أواخر شعبان، واتخذوها قاعدة لمهاجمة أرباض قرطبة وأحواز غرناطة ومالقة.
استغل سانشو غارسيا كونت قشتالة الفرصة، وأرسل رسله لمطالبة هشام المؤيد بالله بإعادة الحصون الحدودية التي كان أبوه الحكم والحاجب المنصور قد افتتحوها مثل شنت إشتيبن ووخشمة وغرماج وقلونية وغيرها. خشي المؤيد بالله من تحالف كونت قشتالة مع خصومه البربر، فقرر التنازل عن تلك الحصون التي بلغت نحو المائتي حصن لكونت قشتالة. في نفس الوقت، شدّد البربر حصارهم على قرطبة، وفشلت كل مساعي التفاوض والمصالحة بين المؤيد بالله والبربر، واستمر الحصار على قرطبة حتى قرر أهل قرطبة الاشتباك مع البربر في 26 شوال 403 هـ في معركة عظيمة انتهت بانتصار البربر واستباحتهم قرطبة. في اليوم التالي، نُصّب سليمان المستعين بالله خليفة مجددًا، أما هشام المؤيد بالله فهناك من قال بأن المستعين بالله سجنه لفترة ثم قتله ابنه محمد بن سليمان، وقال آخرون بأنه فرّ إلى ألمرية وعاش متخفيًا حتى وفاته. بدأت خلافته سليمان الثانية، وقد انحصرت سلطة الدولة في قرطبة وما حولها، وكان أول ما فعله أن كافأ حلفائه البربر بأن ولاّهم مناصب الحجابة والوزارة، ورأى أن يبعدهم عن قرطبة، فمنح صنهاجة وزعمائهم بني زيري كورة إلبيرة، ومنح مغراوة المناطق الداخلية في الأندلس، وبني برزال وبني يفرن كورة جيّان، وبنو دُمّر وأزداجة شذونة ومورور، وثبّت المنذر بن يحيى التجيبي كوالٍ على سرقسطة والثغر الأعلى، وولى علي بن حمود على سبتة، وأخاه القاسم على الجزيرة الخضراء وطنجة وأصيلة.

## بنو حمود يدخلون الصراع
بعد عامين من خلافة المستعين بالله الثانية، إدعى علي بن حمود والي المستعين على سبتة أنه يحمل كتابًا من الخليفة الشرعي هشام المؤيد بالله بتوليته عهده، فعبر إلى الجزيرة الخضراء ولاية أخيه بقوات من البربر، ومنها تحرك إلى مالقة، حيث التقى قوات الفتى خيران الصقلبي أحد موالي العامريين الذي كان قد فرّ إلى ألمرية بعد أن تولى المستعين ولايته الثانية في ثغر المنكب، ثم التقوا بقوات صنهاجة بقيادة زاوي بن زيري في إلبيرة. سار المستعين بجيشه لقتالهم، وتقاتلوا في معركة انتهت بهزيمة سليمان ومقتل عدد كبير من أنصاره، وأسره هو وأبيه وأخيه عبد الرحمن، فدخل علي بن حمود قصر قرطبة في 28 محرم 407 هـ، وقتل سليمان وأبيه وأخيه، وأعلن نفسه الخليفة الجديد.
بعد أن تمكن علي من السلطة، بدأ في التعامل بحزم مع كل معارضيه دون تفرقة بين عرب أو بربر، ففر حليفه خيران الصقلبي إلى شرقي الأندلس حيث يجتمع العامريين، وهناك دعا لخلافة لأمير أموي جديد يدعى عبد الرحمن بن محمد بن عبد الملك كان قد فرّ من قرطبة إلى جيّان. التف خيران والعامريين حوله، ثم انضم لهم المنذر بن يحيى التجيبي والي سرقسطة والثغر الأعلى وولاة شاطبة وبلنسية وطرطوشة. ولما بلغ علي بن حمود بخبرهم أعد لهم جيشًا لمواجهتهم، إلا أنه اغتيل على يد ثلاثة من خدمه الصقالبة في قصر الخلافة في 2 ذي القعدة 408 هـ. علم أخوه القاسم بالخبر، فتحرك من إشبيلية إلى قرطبة، وبعث بجثة أخيه إلى سبتة لتدفن. سار جيش المرتضى أولاً إلى إلبيرة لقتال صنهاجة حلفاء بني حمود، وتقاتلا في عام 409 هـ في معركة استمرت لأيام انتهت بانتصار صنهاجة ومقتل المرتضى، ليستقر الأمر للقاسم بن حمود.
أما القاسم فقد سلك نهجًا خالف به نهج أخيه مع أهل قرطبة، فعاملهم باللين وأسقط عنهم بعض المكوس، وحاول التخلص من سيطرة البربر على الأمور، باتخاذ بطانة من السود، وجعل منهم وزراءه. كما حاول استمالة خيران الصقلبي الذي عاد إلى ألمرية، ولم ينجح في ذلك. لكنه نجح في تحييد العامريين بتوليته زهير الصقلبي على جيان وقلعة رباح. في نفس الوقت، كان يحيى بن علي بن حمود يرى نفسه الأحق بخلافة أبيه، فعبر من ولايته في سبتة إلى ولاية أخيه إدريس في مالقة، وجمع جيشًا زحف به قرطبة، ففر القاسم من قرطبة إلى إشبيلية ولايته القديمة في 23 ربيع الآخر 412 هـ، قبل وصول جيش يحيى الذي دخل قرطبة في غرة جمادى الأولى 412 هـ، لتتم بيعته كخليفة جديد.
لم يمض عام ونصف حتى خلع البربر يحيى بن علي، ودعوا القاسم للعودة مجددًا للخلافة، فبويع مجددًا في 18 ذي القعدة 413 هـ. حرص القاسم في خلافته الثانية على استرضاء البربر، فأطلق يدهم، فاشتد البربر في معاملة أهل قرطبة، إلى أن ثار أهل قرطبة على البربر واستعدوا لقتالهم، وخلعوا القاسم في 21 جمادى الآخرة 414 هـ، وقاتلوا القاسم والبربر باستماتة إلى أن هزموهم، وفرّ القاسم مجددًا إلى إشبيلية التي رفضت استقباله، وطردته وولديه إلى شريش. ثم ما لبث يحيى بن علي أن حاصر عمه القاسم في شريش، حتى استسلمت المدينة، وأسر عمه الذي ظل حبيسًا حتى وفاته عام 431 هـ. قرر أهل قرطبة بعد خلع القاسم بن حمود أن يردوا الخلافة إلى الأمويين، ووقع اختيارهم على عبد الرحمن المستظهر بالله الذي لم يمض على خلافته أيام حتى أساء استغلال سلطته، فخلعه أهل قرطبة، وقتلوه. ثم تولى بعده محمد المستكفي بالله لعام ونصف أمضاها في فساد ومجون، فخلعوه في 25 ربيع الأول 416 هـ، وظلت قرطبة لأشهر في حالة من الفوضى، إلى أن سار إليها يحيى بن علي في قواته، ودخلها في 15 رمضان 416 هـ، وظل بها حتى أوائل محرم 417 هـ، ثم غادر قرطبة إلى مالقة، تاركًا إدارتها لاثنين من وزرائه مع حامية قوامها ألف من البربر. وخلال شهرين، كان خيران وزهير العامريان قد ساروا إلى قرطبة، وحرّضوا أهلها على الفتك بالبربر، فتم ذلك في 20 ربيع الأول 417 هـ.

## نهاية الفتنة
بعد أن خلع القرطبيون يحيى بن علي بن حمود من خلافته الثانية، قرر أهل قرطبة رد الخلافة للأمويين، واختاروا هشام بن محمد بن عبد الملك فبايعوه في 25 ربيع الآخر، ولقّبوه بالمعتد بالله. بقي المعتد بالله العامين الأولين من خلافته في ألبونت، ثم انتقل إلى قرطبة في ذي الحجة 420 هـ. في خلافته، كان الأمر والنهي لرجل من وزرائه كان يدعى الحكم بن سعيد القزاز الذي أساء معاملة القرطبيين، واستأثر بكل السلطات. فاستغل أمير أموي يدعى أمية بن عبد الرحمن بن هشام بن سليمان بن عبد الرحمن الناصر لدين الله ويعرف بالعراقي غضب القرطبيين، وفتك بالحكم القزاز في ذي القعدة 422 هـ، ثم هاجم القصر هو والعامة، ففر منه المعتد بالله بأهله، وهو يناشد المهاجمين حقن دمه. ثم رأى أهل قرطبة إبطال الخلافة بالكلية، فخلعوا هشام في 12 ذي الحجة 422 هـ، ونفي جميع الأمويين من المدينة، لتبدأ بذلك فترة جديدة من تاريخ الأندلس والتي تعرف بحكم ملوك الطوائف.